# 517
517 је била проста година.

## Догађаји
- Краљу Сигмунду од Бургундије супротставио се његов син Сигерих и дао га је задавити. Савладан кајањем, повлачи се у манастир који је основао, опатију Светог Мориса (савремена Швајцарска).
- Цар Ву Ди из династије Лианг постаје будиста и уводи нову религију у централну Кину. Захтева да се жртве царским прецима уместо традиционалних животиња (козе, свиње и краве) промене на сушено месо.
- Сабор у Епаони: Епископи јужне Галије састају се у близини Епаона (садашњи Анерон) у Бургундији. Сиабор доноси први канон против дрвених олтара, забрањујући изградњу било каквих олтара осим камених.
- Аријабхата саставља свој приручник из математике и астрономије